# Ophelia Lovibond
Ophelia Lovibond, född 19 februari 1986 i London, är en brittisk skådespelare.
Lovibond har bland annat medverkat i TV-serien Minx från 2022. Hon har även medverkat i filmerna Guardians of the Galaxy från 2014, Rocketman från 2019 och Red, White & Royal Blue från 2023.

## Filmografi (i urval)
- 2009 – Nowhere Boy
- 2011 – Poppers pingviner
- 2012 – Titanic: Blood and Steel (TV-serie)
- 2013 – Thor: The Dark World
- 2014 – Guardians of the Galaxy
- 2016 – The Autopsy of Jane Doe
- 2019 – Rocketman
- 2022 – Minx (TV-serie)
- 2023 – Red, White & Royal Blue
- 2024 – Here